# عشق در بعدازظهر (فیلم ۱۹۷۲)
عشق در بعدازظهر (فرانسوی: L'Amour l'après-midi‎) فیلمی درام به کارگردانی اریک رومر محصول سال ۱۹۷۲ است. از بازیگران آن می‌توان به ماری-کریستین بارو و فرانسواز فابیان اشاره کرد.
این آخرین فیلم از سری شش حکایت اخلاقی رومر به شمار می‌رود.
این فیلم داستان مردی رو به تصویر میکشه که بین اخلاق و وسوسه گیر کرده. در اوج زندگی خوبی که با همسر و دو فرزندش دارد، دوست دختر قدیمی‌اش(کلوی) وارد زندگی او می‌شود و سعی در تصاحب او دارد. آنها مدتی همدیگر را ملاقات می‌کنند، البته به خواسته کلوی، رفته رفته مرد به کلوی دل می‌بندد و دختر هم خودش را محیا می‌کند که با او عشق بازی کند، اما هربار که کلوی خواهان عشق بازی با اوست، مرد حس وفاداری‌اش به همسرش احساس عذاب وجدان به او می‌دهد و دست از کار می‌کشد، سرانجام روزی مرد به خانه دختر می‌رود، در حالی که او در حمام است، با حوله بیرون می‌آید و آنها یکدیگر را در آغوش می‌گیرند، مرد حوله دختر را باز می‌کند و دختر می‌رود روی تخت تا اون برود و با هم درآمیزند، اما هنگامی که مرد می‌خواهد لباسش را در بیاورد خودش را در آینه میبیند و یاد هنگامی می‌افتد که با فرزندانش به اون شکل بازی می‌کند، مرد به خود آمده و یی سر و صدا خانه‌ی کلوی را برای همیشه ترک می‌کند و به خانه خود می‌رود و به همسرش هلن ابراز علاقه بیشتری می‌کند.